# إسماعيل ربيع
إسماعيل ربيع جمعة (مواليد 11 يناير 1983) لاعب كرة قدم إماراتي شارك في كأس آسيا 2007 مع منتخب الإمارات العربية المتحدة.
لعب سابقاً لأندية الشباب و النصر و العين و الوصل و الشعب و الإمارات و التعاون .

## روابط خارجية
- إسماعيل ربيع على موقع الاتحاد الدولي (مؤرشف)  (الإنجليزية)
- إسماعيل ربيع على موقع Soccerway.com (الإنجليزية)
- إسماعيل ربيع على موقع كووورة